# نخست‌یخ‌ماهی‌ها

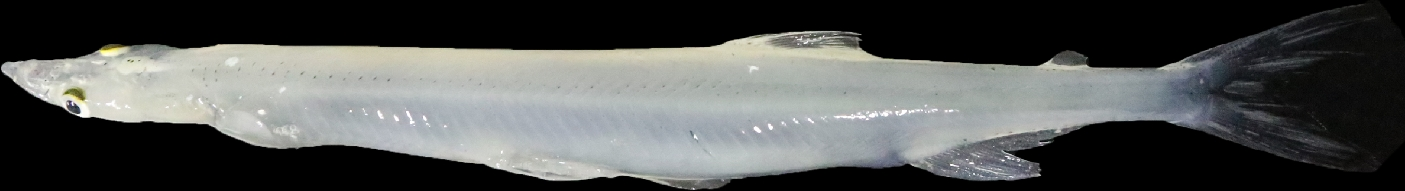
یخ‌ماهی‌های نخستین

یخ‌ماهی‌های نخستین (نام علمی: Protosalanx) نام یک سرده از تیره یخ‌ماهیان است.